# Just Go with It
Just Go with It is een Amerikaanse komediefilm uit 2011, geregisseerd door Dennis Dugan.

## Verhaal
Wegens gebeurtenissen uit het verleden vertelt de plastisch chirurg Dr. Danny Maccabee zijn veel jongere vriendin Palmer dat hij getrouwd is en kinderen heeft. Omdat zijn vriendin dit niet gelooft en bewijzen wil zien, vraagt hij zijn kantoormanager Katherine Murphy en haar kinderen om als zijn gezin te fungeren.

## Rolverdeling
| Acteur             | Personage                   | Opmerkingen |
| ------------------ | --------------------------- | ----------- |
| Adam Sandler       | Dr. Daniel "Danny" Maccabee | hoofdrol    |
| Jennifer Aniston   | Katherine Murphy            | hoofdrol    |
| Nicole Kidman      | Devlin Adams                | hoofdrol    |
| Brooklyn Decker    | Palmer Dodge                | hoofdrol    |
| Dave Matthews      | Ian Maxtone-Jones           |             |
| Nick Swardson      | Eddie Simms                 |             |
| Bailee Madison     | Maggie Murphy               |             |
| Griffin Gluck      | Michael Murphy              |             |
| Rachel Dratch      | Kirsten Brant               |             |
| Kevin Nealon       | Adon                        |             |
| Elena Kolpachikova | Katja                       |             |
| Heidi Montag       | Kimberly                    |             |
| Minka Kelly        | Joanna Damon                |             |
| Keith Middlebrook  | Rick North                  |             |
| Rakefet Abergel    | Rachel Maccabee             |             |
| Michael Laskin     | Mr. Maccabee                |             |
| Carol Ann Susi     | Mrs. Maccabee               |             |
| Keegan-Michael Key | Ernesto                     |             |
| Dan Patrick        | Tanner Patrick              |             |
| Mario Joyner       | Henderson                   |             |